# ساحل جرفي

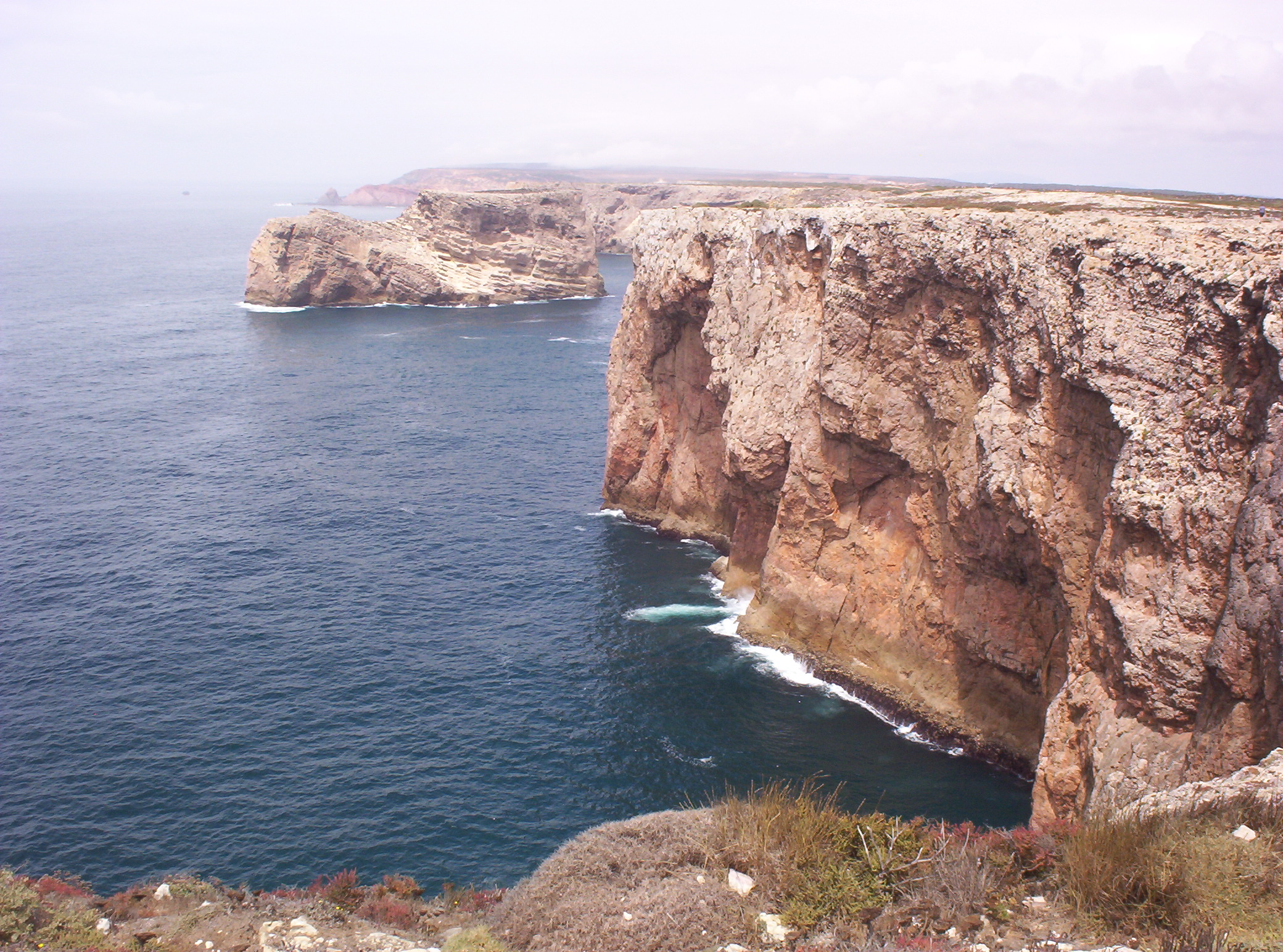
منحدر ساحلي في البرتغال.

الساحل الجرفي هو جرف صخري نشأ نتيجة لنحت الموج، وهي تتباين فيما بينها تبايناً كبيراً على حسب نوع صخور الشاطئ ودرجة مقاومتها للنحت وترتيب طبقاتها ومدى تجانسها واتجاه ميلها، ووجود مناطق ضعف بها مثل الشقوق والمفاصل والأسطح الطبقية.